# بوروک (ساری‌چام)
بوروک (به ترکی استانبولی: Buruk) یک منطقهٔ مسکونی در ترکیه است که در ساری‌چام واقع شده‌است.